# Максиміліан Точ
Максиміліан Точ (англ. Maximilian Toch; 17 липня 1864 — 28 травня 1946) — американський промисловий хімік та виробник фарб, який розробив метод заповнення бетону, який використовувався при будівництві Панамського каналу. Був співвласником нью-йоркських фірм Toch Brothers і Standard Varnish Works, де очолював відділ досліджень і виробництва. До та під час Першої світової війни він зробив великий внесок у розвиток корабельного камуфляжу в Сполучених Штатах, а також став першим практиком використання хімії для перевірки автентичності творів мистецтва.

## Біографія
Згідно з некрологом у New York Times (1946), Точ народився і виріс у Нью-Йорку. Він навчався в архітектурній школі Cooper Union і Нью-Йоркському університеті, а потім закінчив аспірантуру в Колумбійському університеті. Він також здобув ступінь юриста. Викладав хімію, хімічну інженерію та промислову хімію в коледжах та університетах, зокрема в Cooper Union, Пекінському університеті, Колумбійському університеті, Міському коледжі Нью-Йорка та Національній академії дизайну.

## Корабельний камуфляж
Згідно з газетою New York Times (1946), в якій Точ згадується як «перший американський камуфлер», його внесок у камуфляж кораблів включав створення кольору, прийнятого ВМС США як стандартний «корабельний сірий» (battleship gray). За його власними словами, він замаскував укріплення в Панамі ще в 1915 році, успіх чого призвів до того, що його призначили маскувати верфі та доки на східному узбережжі США під час Першої світової війни.
У 1917 році план приховування кораблів, розроблений Точем, відомий як система Точа, був одним із п'яти засобів маскування, схвалених Консультаційною радою Військово-морських сил США для використання на торговельних суднах. Він переконався, що неможливо значно знизити загальну видимість корабля і що кращою метою буде введення супротивника в оману щодо курсу корабля, за допомогою корабельного камуфляжа, відомого як сліпучий камуфляж.

## Автентифікація мистецтва
Коли в 1920-і роки постало спірне питання про авторство багатьох картин, приписуваних  Рембрандту, що знаходились в публічних колекціях художніх музеїв, Точ запропонував метод хімічного аналізу віку творів мистецтва. Він встановив, що число куплених і проданих в різний час картин Рембрандта є бідьшим за число картин, які він міг би сам написати, у 6-10 разів, у тому числі твори в колекціях художніх музеїв. Як наслідок, у той час зазначалось, що торговці мистецтвом «перебувають в абсолютному страху перед ним».

## Роботи
Точ написав декілька книг на теми, пов'язані з хімією, серед яких «The Chemistry and Technology of Mixed Paints» (1907), «Materials for Permanent Painting» ( 1911), «How To Paint Permanent Pictures» (1922), «Paint, Paintings and Restoration» (1931) та «Protection and Decoration of Concrete» (1931). Він був дядьком експерта з художніх матеріалів Ральфа Майєра, автора «The Artist's Handbook» (1940).